# Mariner 10
Mariner 10 là một tàu thăm dò không gian không người lái của Mỹ do NASA phóng vào ngày 3 tháng 11 năm 1973, bay ngang qua Sao Thủy và Sao Kim.
Đây là tàu vũ trụ đầu tiên được gửi đến Sao Thủy, là sứ mệnh đầu tiên nghiên cứu hai hành tinh, là tàu vũ trụ đầu tiên gửi dữ liệu về một sao chổi trong thời gian dài, và là tàu vũ trụ đầu tiên sử dụng hỗ trợ hấp dẫn để bẻ cong đường bay của tàu.
Mariner 10 được phóng sau Mariner 9 khoảng hai năm và là tàu vũ trụ cuối cùng trong chương trình Mariner (Mariner 11 và Mariner 12 được sử dụng cho chương trình Voyager và được đổi tên thành Voyager 1 và Voyager 2).
Mục tiêu chính của sứ mệnh là đo đạc môi trường, khí quyển, bề mặt và các đặc điểm khác của Sao Thủy, và các nghiên cứu tương tự với Sao Kim. Mục tiêu phụ của sứ mệnh là thực hiện thí nghiệm trong môi trường liên hành tinh và thu thập dữ liệu để có có thêm kinh nghiệm cho các sứ mệnh được hai hành tinh hỗ trợ hấp dẫn. Nhóm khoa học của Mariner 10 được Bruce C. Murray tại Phòng Thí nghiệm Sức đẩy Phản lực lãnh đạo.

## Thiết kế và quỹ đạo

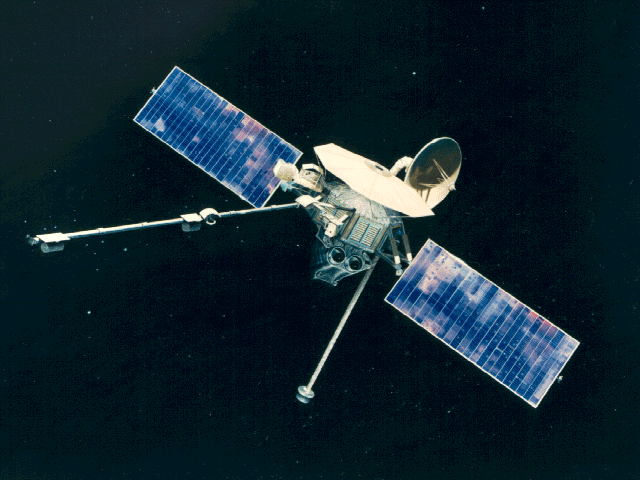
Tàu thăm dò Mariner 10.

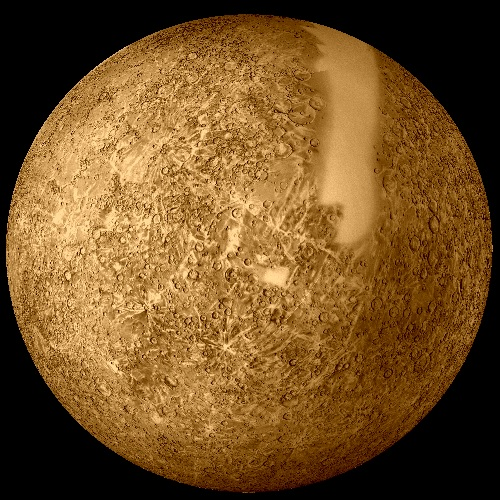
Dữ liệu Mariner 10 được xử lý để tạo ra hình ảnh Sao Thủy. Khu vực trơn là khu vực không có hình ảnh nào được chụp.

Mariner 10 là tàu vũ trụ đầu tiên sử dụng hỗ trợ hấp dẫn (bởi Sao Kim) để bẻ cong đường bay của tàu và đưa điểm cận nhật của tàu xuống ngang với quỹ đạo của Sao Thủy.
Việc bay ngang qua (flyby) Sao Thủy đã đặt ra những thách thức kỹ thuật lớn đối với các nhà khoa học. Do Sao Thủy ở gần Mặt Trời, Mariner 10 sẽ phải chịu bức xạ Mặt Trời lớn gấp 4,5 lần so với lúc nó rời Trái Đất; so với các nhiệm vụ Mariner trước đây, các bộ phận của tàu vũ trụ cần được che chắn thêm để chống nóng. Màn chắn nhiệt và tấm che nắng được lắp đặt trên thân chính. Tuy nhiên, việc che chắn sức nóng từ Mặt Trời là không khả thi đối với một số bộ phận khác của Mariner 10. Hai tấm pin Mặt Trời của Mariner 10 cần được giữ ở nhiệt độ dưới 115 °C (239 °F), tuy nhiên, nếu che chắn cho các tấm pin thì sẽ gây trở ngại cho việc sản xuất điện cho tàu. Giải pháp được đưa ra là điều chỉnh độ nghiêng của các tấm pin để thay đổi góc mà chúng đối diện với Mặt Trời. Các kỹ sư đã cân nhắc việc chỉnh độ nghiêng của các tấm về phía nhau, tạo thành hình chữ V, nhưng các thử nghiệm cho thấy phương pháp này có khả năng làm các bộ phận còn lại của tàu trở nên quá nóng. Phương án thay thế được chọn là lắp các tấm pin Mặt Trời thành một hàng và nghiêng chúng dọc theo trục đó, điều này giúp làm tăng hiệu quả của động cơ đẩy phản lực nitơ của Mariner 10. Các tấm có thể xoay tối đa 76°.
Các thành phần trên Mariner 10 có thể được phân loại thành bốn nhóm dựa trên chức năng chung của chúng. Các tấm pin Mặt Trời, hệ thống phụ năng lượng, hệ thống phụ điều khiển định hướng và máy tính để giữ cho tàu vũ trụ hoạt động bình thường trong suốt chuyến bay. Hệ thống định vị, bao gồm cả tên lửa hydrazin, sẽ giúp Mariner 10 đi đúng hướng tới Sao Kim và Sao Thủy. Một số công cụ khoa học sẽ thu thập dữ liệu tại hai hành tinh. Cuối cùng, các ăngten sẽ truyền dữ liệu này đến Mạng lưới giám sát Không gian Sâu trên Trái Đất, cũng như nhận lệnh từ Trung tâm điều khiển sứ mệnh. Các thành phần và dụng cụ khoa học khác nhau của Mariner 10 được gắn vào một trục trung tâm, có hình dạng gần giống một lăng kính bát giác.
Tàu vũ trụ Mariner 10 được Boeing sản xuất. NASA đặt ra giới hạn cho tổng chi phí của Mariner 10 là 98 triệu đô la Mỹ, điều này đánh dấu lần đầu tiên cơ quan này ràng buộc ngân sách đối với một nhiệm vụ. Vì vậy, các nhà hoạch định sứ mệnh đã cân nhắc cẩn thận chi phí khi thiết kế các thiết bị của tàu vũ trụ, và kết thúc dư ngân sách khoảng 1 triệu đô la Mỹ.

## Thiết bị

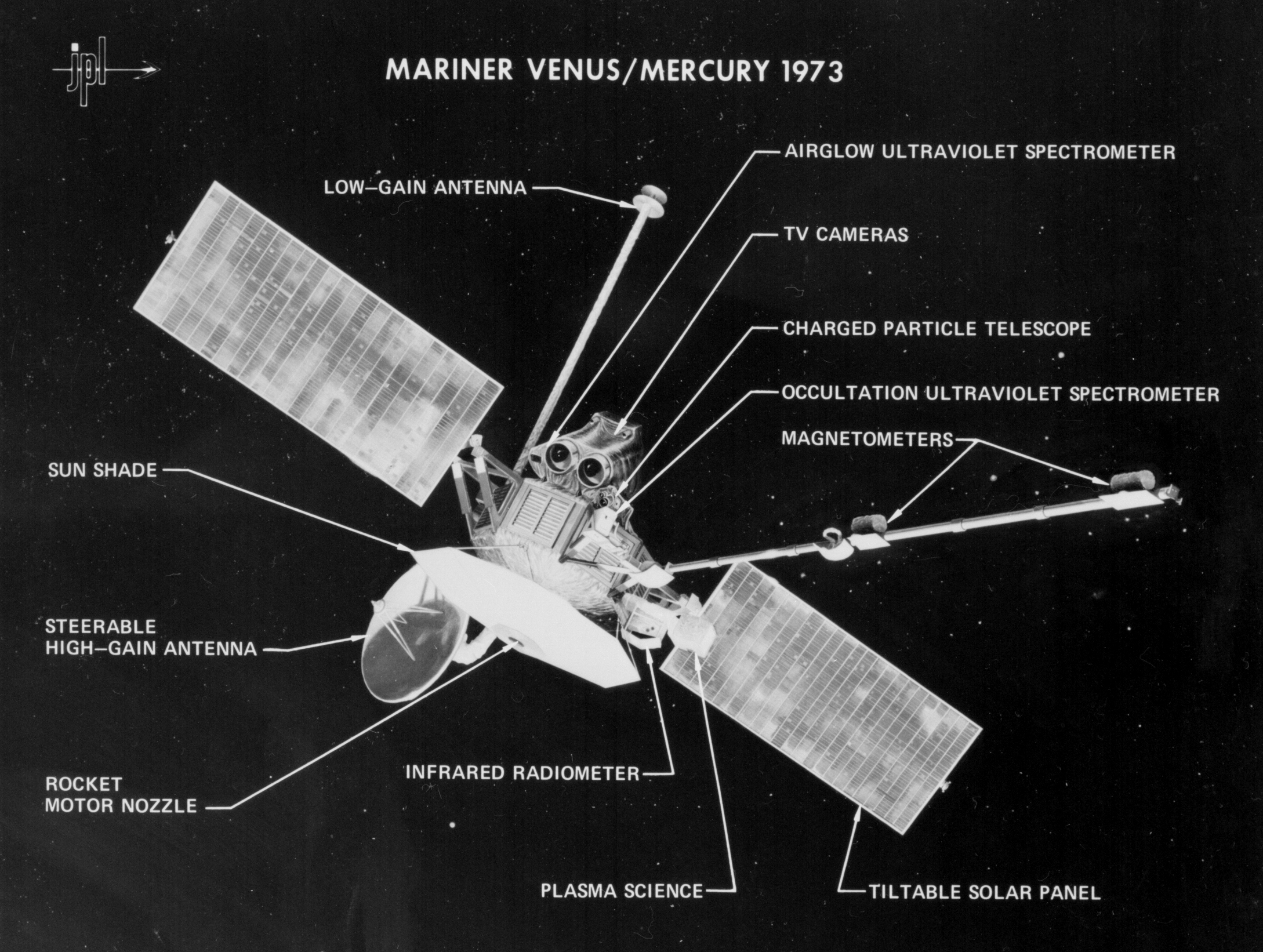
Hình minh họa các thiết bị của Mariner 10.

Mariner 10 đã tiến hành bảy thí nghiệm tại Sao Kim và Sao Thủy. Sáu trong số các thí nghiệm này có một thiết bị khoa học chuyên dụng để thu thập dữ liệu. Các thí nghiệm và thiết bị được các phòng thí nghiệm nghiên cứu và tổ chức giáo dục trên khắp Hoa Kỳ thiết kế. Trong số 46 đề xuất, JPL đã chọn ra bảy thí nghiệm trên cơ sở tối đa hóa lợi nhuận khoa học mà không vượt quá quy định về chi phí: bảy thí nghiệm khoa học tiêu tốn 12,6 triệu đô la Mỹ, khoảng một phần tám tổng ngân sách nhiệm vụ.

### Radiometer hồng ngoại
Radiometer hồng ngoại phát hiện bức xạ hồng ngoại phát ra từ bề mặt Sao Thủy và bầu khí quyển của Sao Kim, từ đó có thể tính được nhiệt độ. Stillman C. Chase, Jr. của Trung tâm Nghiên cứu Santa Barbara đứng đầu thí nghiệm liên quan đến radiometer hồng ngoại.

### Máy quang phổ tử ngoại
Hai máy quang phổ tử ngoại đã tham gia vào thí nghiệm này, một cái là để đo sự hấp thụ tia tử ngoại, cái còn lại là để cảm nhận sự phát xạ tia tử ngoại. Máy quang phổ occultation quét rìa của Sao Thủy khi nó đi qua phía trước Mặt Trời và phát hiện xem bức xạ tử ngoại của Mặt Trời có bị hấp thụ ở các bước sóng nhất định hay không, điều này sẽ cho thấy sự hiện diện của các hạt khí, từ đó kết luận về bầu khí quyển. Máy quang phổ khí huy đã phát hiện ra bức xạ cực tím cực mạnh phát ra từ các nguyên tử khí hydro, heli, carbon, oxy, neon và argon.

### Máy dò plasma
Mục tiêu của thí nghiệm plasma là nghiên cứu các plasma của gió Mặt Trời, nhiệt độ và mật độ electron của plasma, và cách các hành tinh ảnh hưởng đến vận tốc của dòng plasma.

### Từ kế
Hai từ kế được dùng để xác định xem liệu Sao Thủy có từ trường hay không, và nghiên cứu từ trường liên hành tinh giữa các lần bay ngang qua. Dữ liệu từ hai từ kế sẽ được tham chiếu chéo để tạo ra dữ liệu cuối cùng.

## Rời khỏi Trái Đất

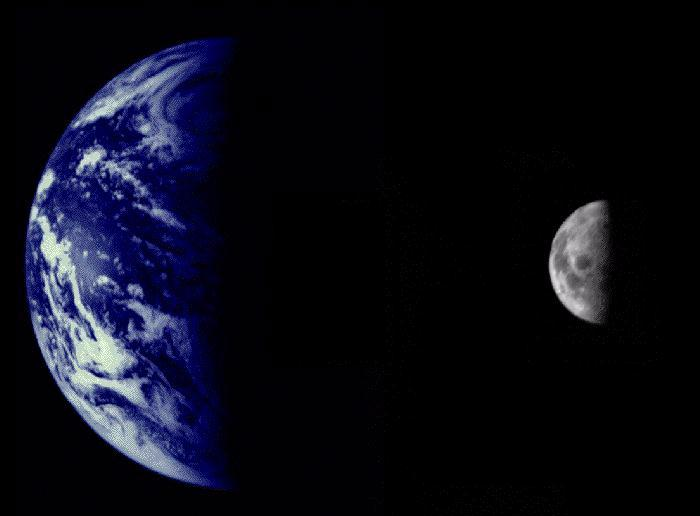
Hình ảnh Trái Đất và Mặt Trăng. Nó được chụp ngay sau khi Mariner 10 được phóng.

Boeing hoàn thành việc chế tạo tàu vũ trụ vào cuối tháng 6 năm 1973 và Mariner 10 được chuyển từ Seattle đến trụ sở chính của JPL ở California, nơi JPL kiểm tra toàn diện tính toàn vẹn của tàu vũ trụ và các thiết bị của tàu. Sau khi các cuộc thử nghiệm kết thúc, tàu thăm dò được chuyển đến Bãi thử nghiệm phía đông (Eastern Test Range) ở Florida, địa điểm phóng. Các kỹ thuật viên đã đổ đầy nhiên liệu hydrazin 29 kilôgam (64 lb) vào một thùng chứa trên tàu để tàu có thể điều chỉnh hướng đi và gắn squib. Khi squib nổ thì Mariner 10 sẽ rời khỏi tên lửa đẩy, sau đó sẽ triển khai các thiết bị của tàu. Việc theo kế hoạch là sử dụng hỗ trợ hấp dẫn bởi Sao Kim khiến việc sử dụng Atlas-Centaur trở nên khả thi hơn việc sử dụng tên lửa Titan IIIC mạnh hơn nhưng đắt tiền hơn.

## Hành trình đến Sao Kim

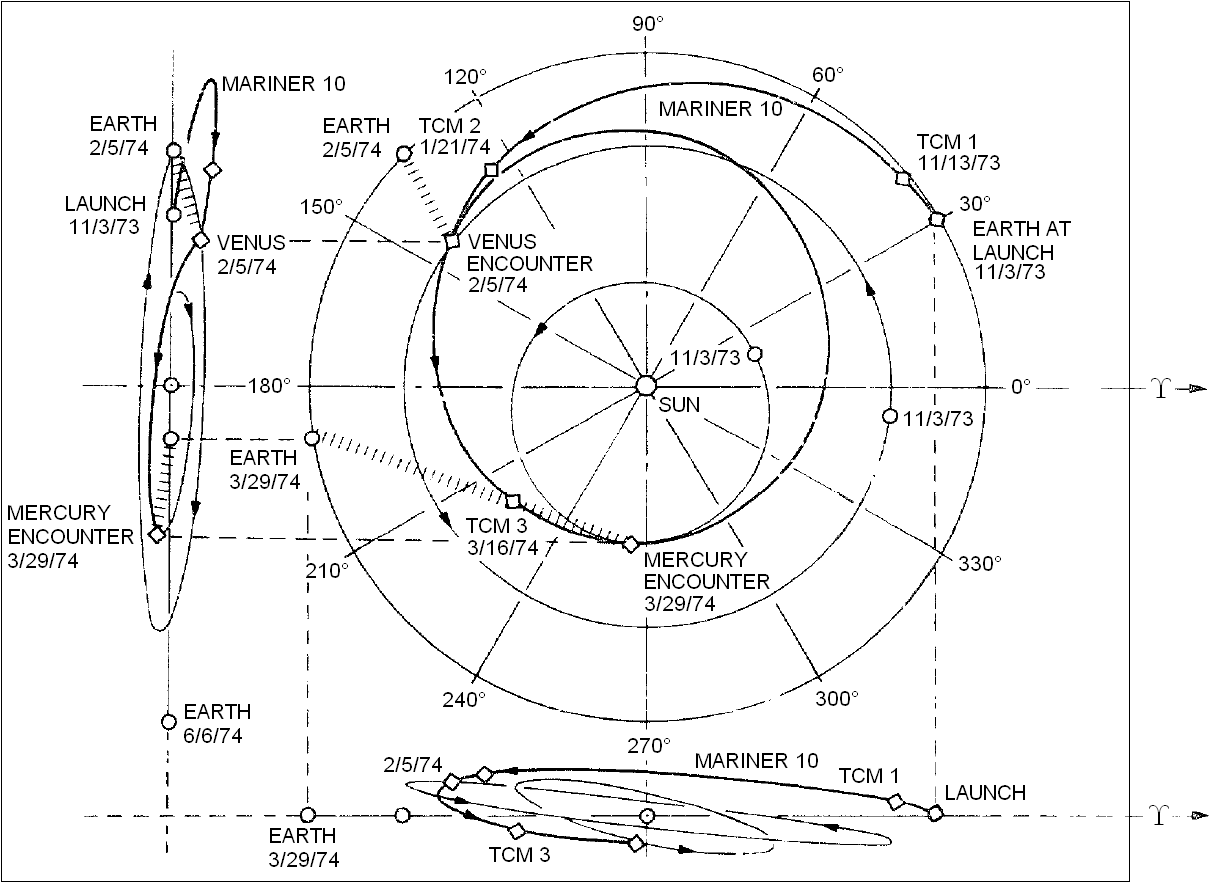
Quỹ đạo của tàu vũ trụ Mariner 10: phóng vào ngày 3 tháng 11 năm 1973, và lần đầu tiên bay qua Sao Thủy vào ngày 29 tháng 3 năm 1974.

Chuyến hành trình kéo dài ba tháng tới Sao Kim của Mariner 10 đầy rẫy những trục trặc kỹ thuật khiến việc kiểm soát sứ mệnh luôn ở tình trạng khó khăn. Một sự điều chỉnh quỹ đạo đã được thực hiện vào ngày 13 tháng 11 năm 1973. Ngay sau đó, thiết bị theo dõi sao Canopus bị trục trặc. Một giao thức an toàn tự động đã phục hồi thiết bị theo dõi sao Canopus, nhưng vấn đề sơn bong tróc vẫn tái diễn trong suốt nhiệm vụ. Máy tính trên bo mạch cũng thỉnh thoảng bị trục trặc đột xuất, điều này đòi hỏi phải cấu hình lại trình tự đồng hồ và các hệ thống phụ. Các sự cố định kỳ với ăngten độ lợi cao cũng xảy ra trong suốt hành trình. Vào ngày 8 tháng 1 năm 1974, một sự cố được cho là do một diode bị ngắn mạch đã xảy ra trong hệ thống phụ năng lượng. Kết quả là bộ điều chỉnh tăng áp chính và biến tần bị lỗi, khiến tàu vũ trụ phải phụ thuộc vào bộ điều chỉnh dự phòng. Các nhà hoạch định sứ mệnh lo sợ rằng vấn đề tương tự có thể tái diễn trong hệ thống dự phòng và làm tê liệt tàu vũ trụ.
Vào tháng 1 năm 1974, Mariner 10 đã thực hiện các quan sát tử ngoại về sao chổi Kohoutek.

## Bay ngang qua Sao Kim

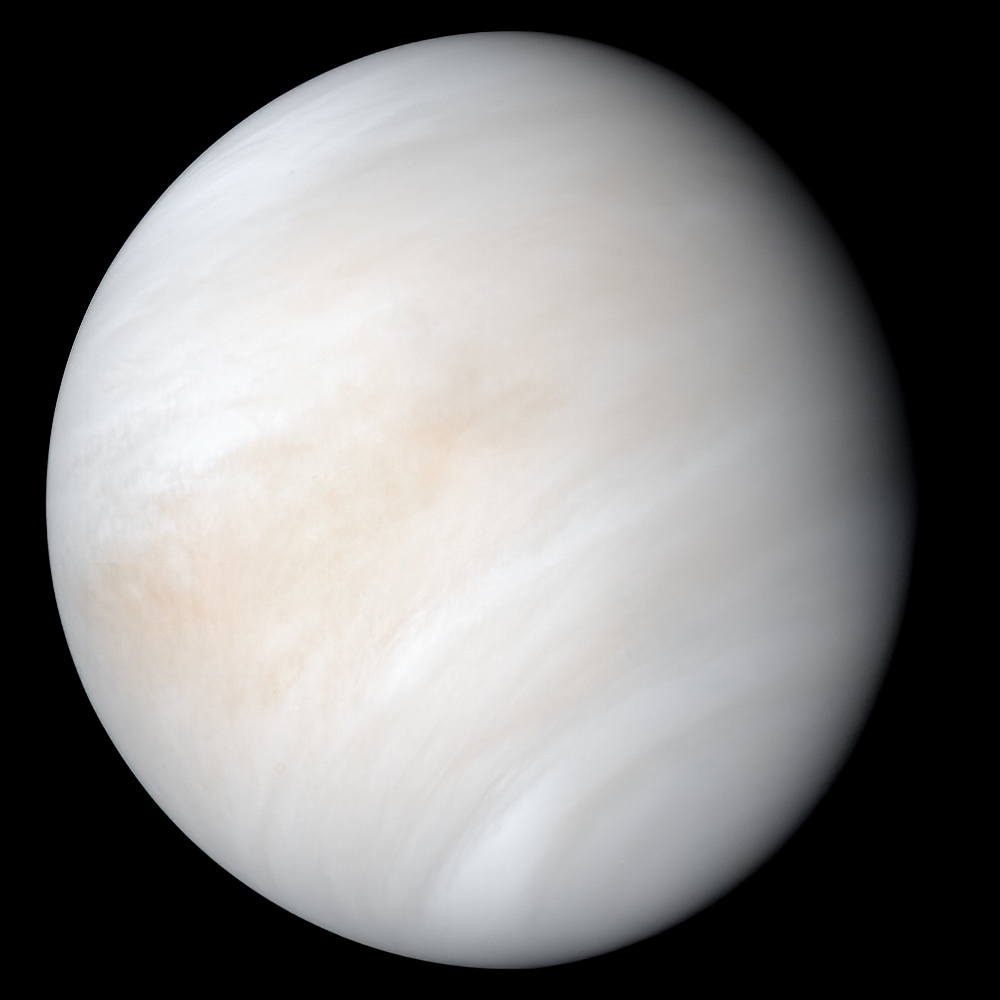
Sao Kim chụp bởi tàu Mariner 10, 1974.

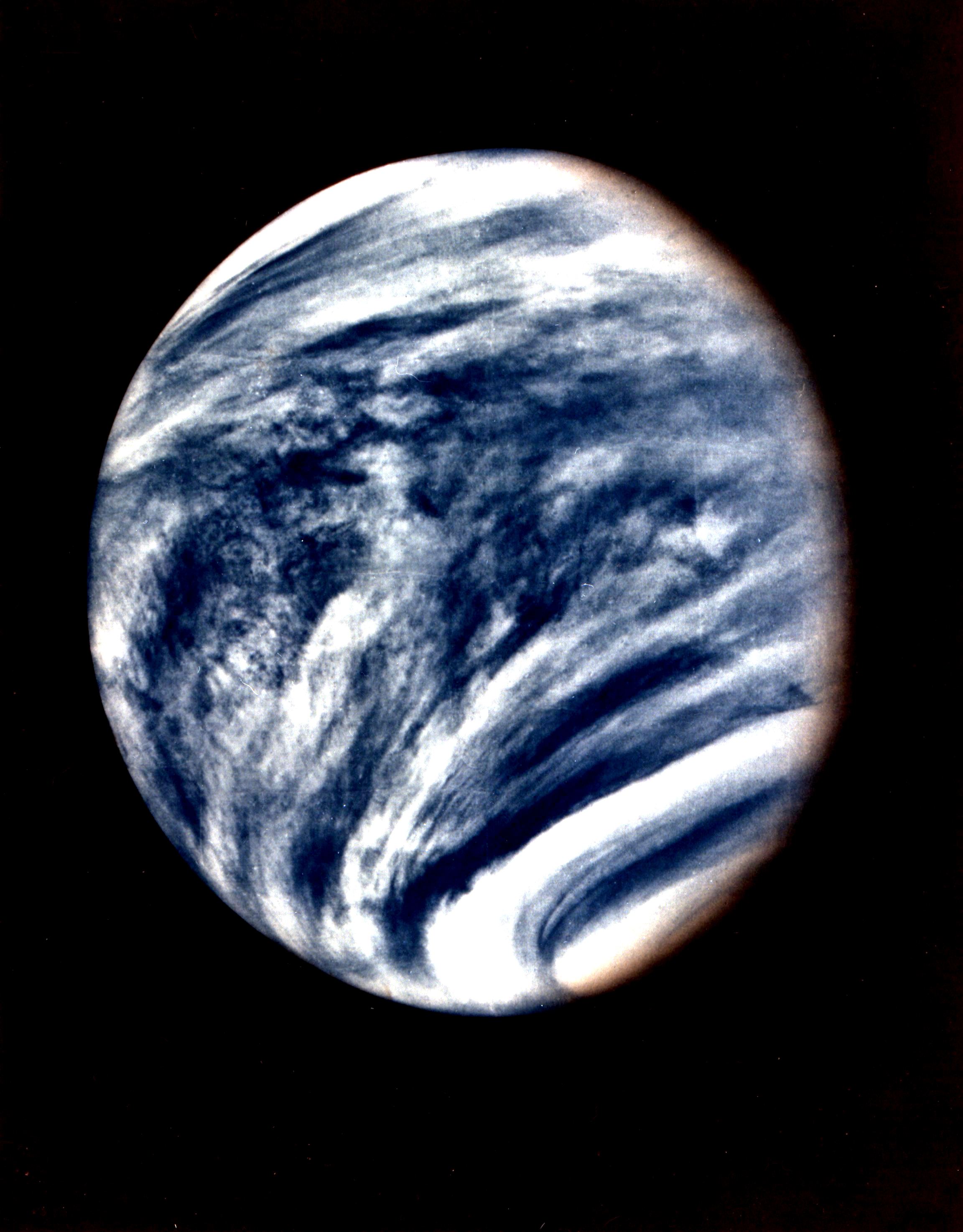
Ảnh chụp Sao Kim của Mariner 10 dưới ánh sáng tử ngoại (ảnh được tăng cường màu sắc).

Tàu vũ trụ bay qua Sao Kim vào ngày 5 tháng 2 năm 1974, khoảng cách ở lần tiếp cận gần nhất là 5.768 kilômét (3.584 mi), lúc 17:01 UTC. Đây là tàu vũ trụ thứ 12 đến Sao Kim và là tàu vũ trụ thứ 8 gửi lại dữ liệu từ hành tinh này. Dữ liệu của Mariner 10 được xây dựng dựa trên những quan sát của Mariner 5 sáu năm trước đó; quan trọng là Mariner 10 có một máy ảnh trong khi nhiệm vụ trước đó lại thiếu một chiếc. Ban đầu, các kỹ sư lo sợ rằng thiết bị theo dõi sao Canopus của tàu có thể nhầm lẫn Sao Kim với Canopus. Tuy nhiên, thiết bị theo dõi sao đã không gặp trục trặc. Hiện tượng che khuất Trái Đất (Earth occultation) xảy ra trong khoảng thời gian từ 17:07 đến 17:11 UTC, trong khi đó tàu vũ trụ đang truyền sóng vô tuyến băng tần X qua bầu khí quyển của Sao Kim, thu thập dữ liệu về cấu trúc và nhiệt độ của các đám mây. Mặc dù tầng mây bao phủ Sao Kim gần như không có gì đặc biệt trong phổ nhìn thấy được, nhưng người ta phát hiện ra rằng có thể nhìn thấy chi tiết các đám mây qua các filter máy ảnh tia tử ngoại của Mariner. Các quan sát tử ngoại trên Trái Đất đã cho thấy một số vết mờ không rõ ràng, nhưng chi tiết mà Mariner nhìn thấy là một điều đáng ngạc nhiên đối với hầu hết các nhà nghiên cứu. Tàu thăm dò tiếp tục chụp ảnh Sao Kim cho đến ngày 13 tháng 2 năm 1974.

## Các lần bay ngang qua Sao Thủy

### Lần bay ngang qua Sao Thủy đầu tiên
Tàu vũ trụ đã bay qua Sao Thủy ba lần. Lần tiếp cận đầu tiên với Sao Thủy diễn ra lúc 20:47 UTC ngày 29 tháng 3 năm 1974, ở cự ly 703 kilômét (437 mi), đi qua phía mặt tối.

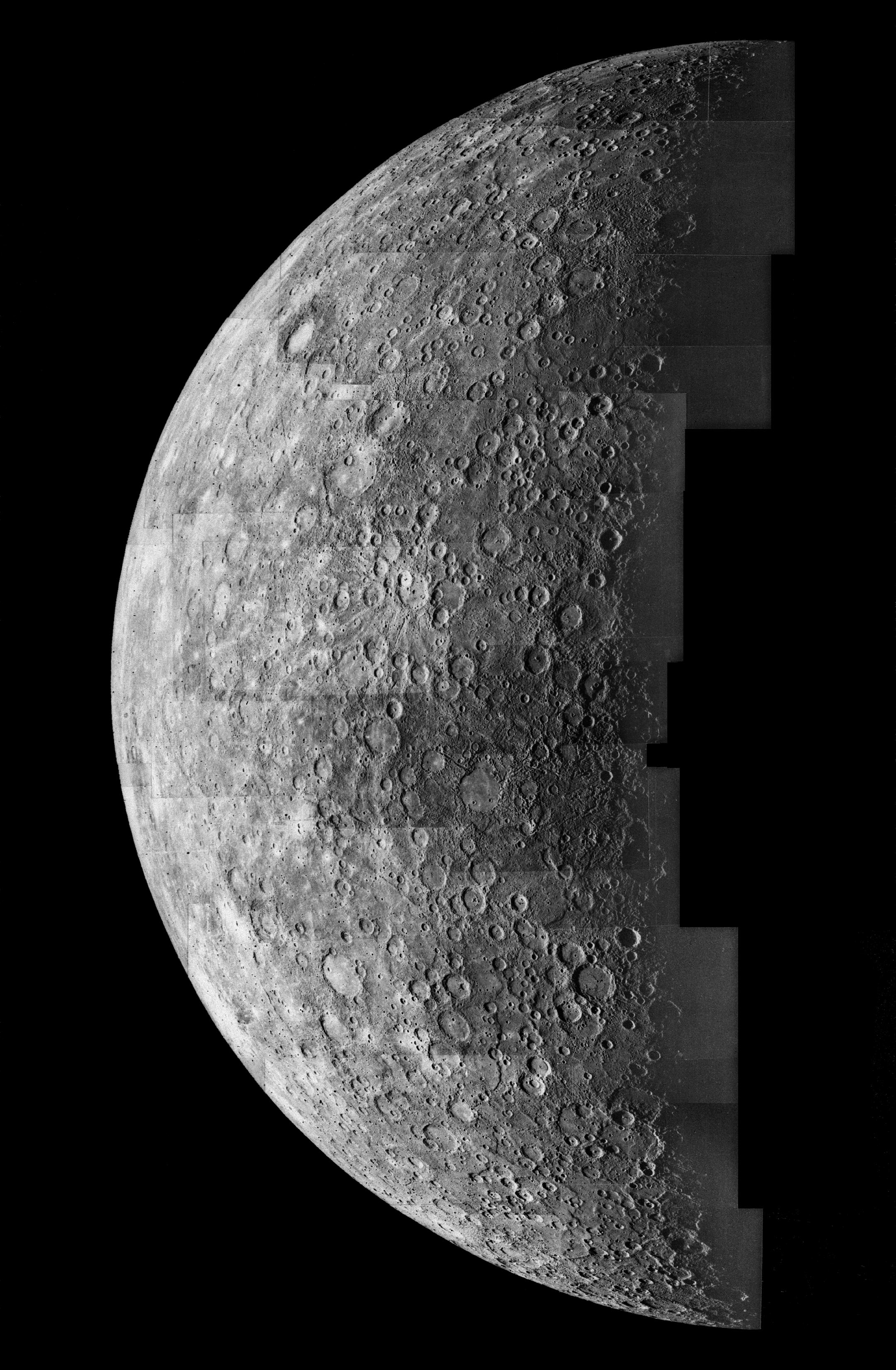
Sáu giờ trước khi tiếp cận gần nhất.
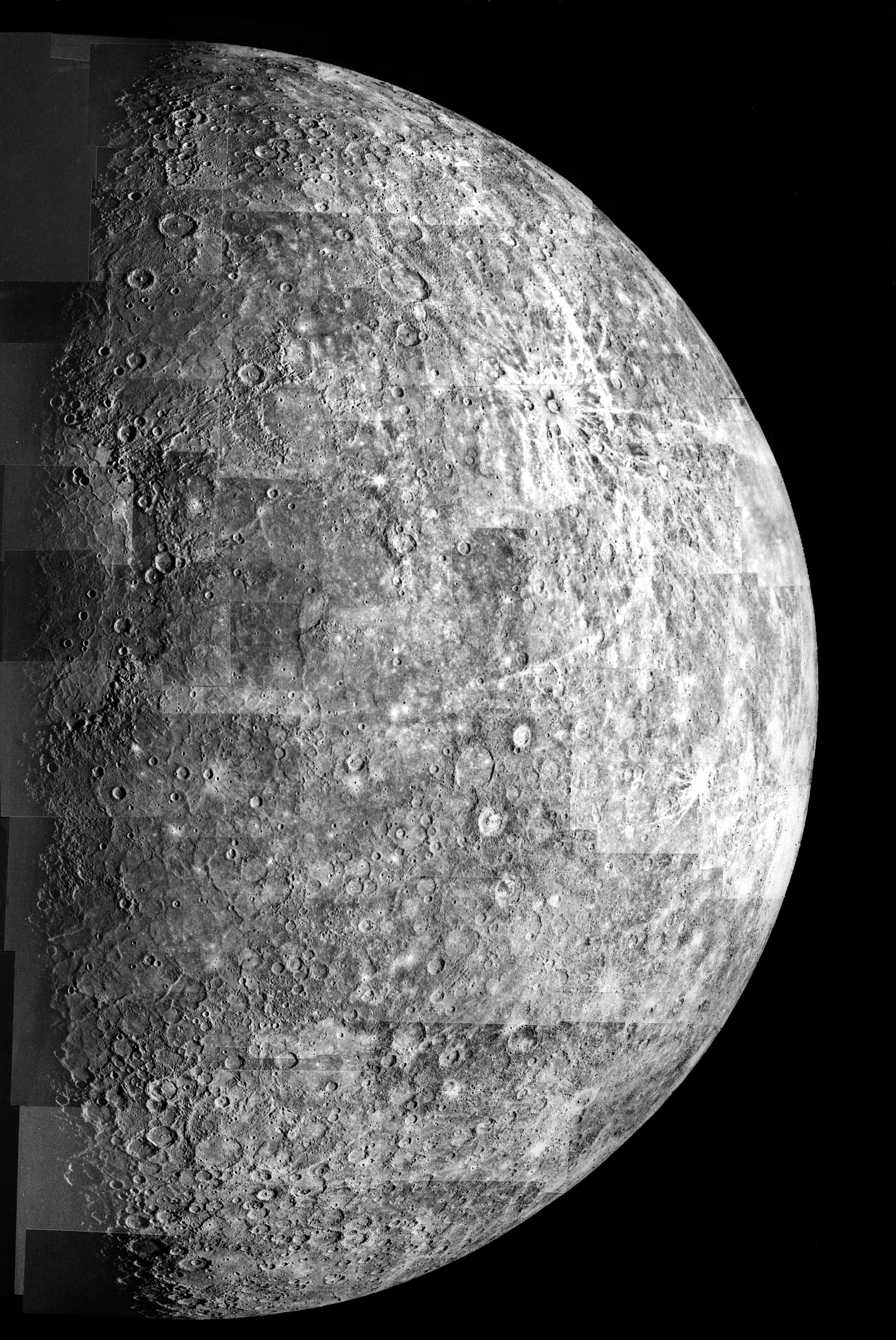
Sáu giờ sau khi tiếp cận gần nhất.
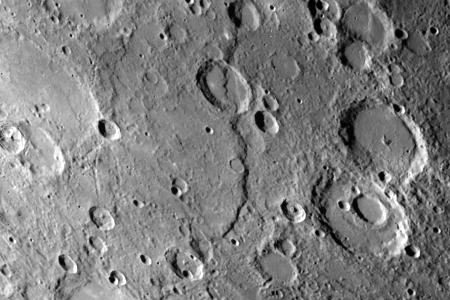
Discovery Rupes, được chụp trong lần bay ngang qua đầu tiên.

### Lần bay ngang qua Sao Thủy thứ hai
Sau khi quay một vòng quanh Mặt Trời, còn Sao Thủy quay được hai vòng, Mariner 10 lại bay qua Sao Thủy vào ngày 21 tháng 9 năm 1974, ở phạm vi xa hơn là 48.069 kilômét (29.869 mi) bên dưới bán cầu nam.

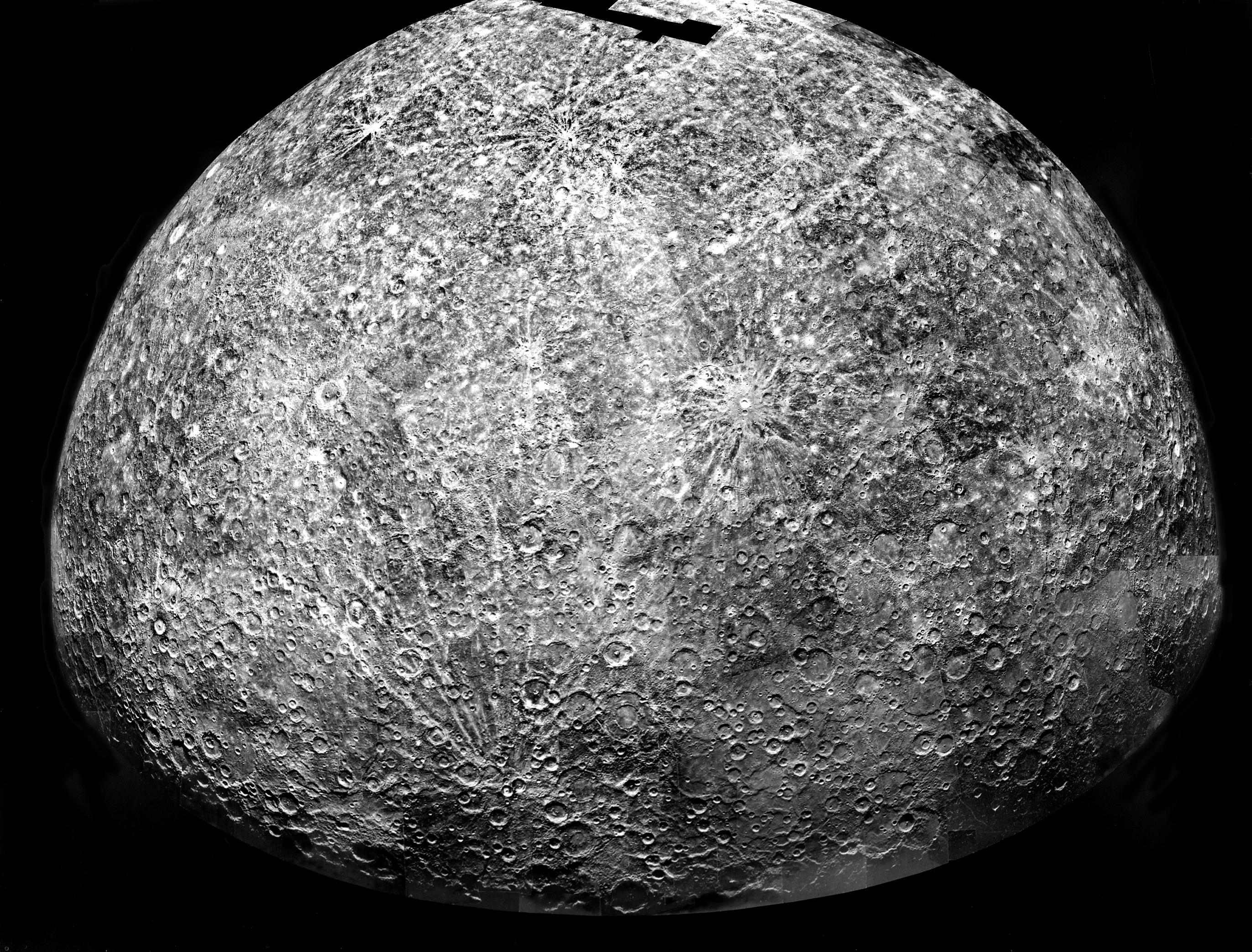
Một bức mosaic từ lần tiếp cận thứ hai, từ đường xích đạo đến cực nam.

### Lần bay ngang qua Sao Thủy thứ ba
Lần tiếp cận Sao Thủy thứ ba này cũng là lần tiếp cận cuối cùng và gần Sao Thủy nhất, diễn ra vào ngày 16 tháng 3 năm 1975, ở cự ly 327 kilômét (203 mi).

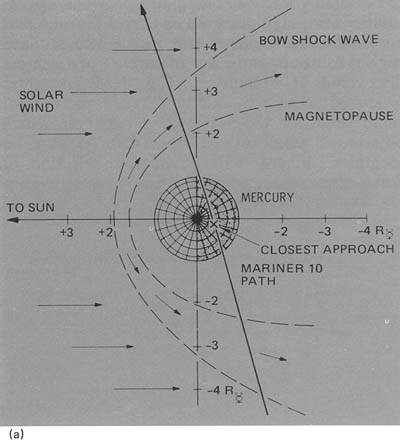
Lần tiếp cận Sao Thủy thứ ba.
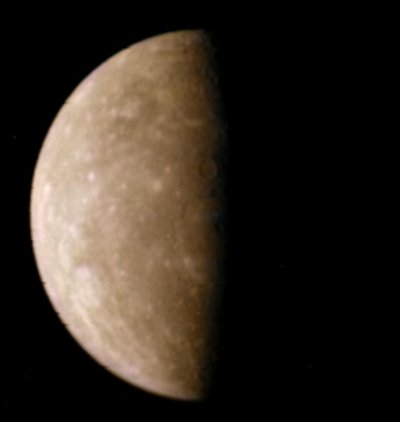
Sao Thủy với màu.
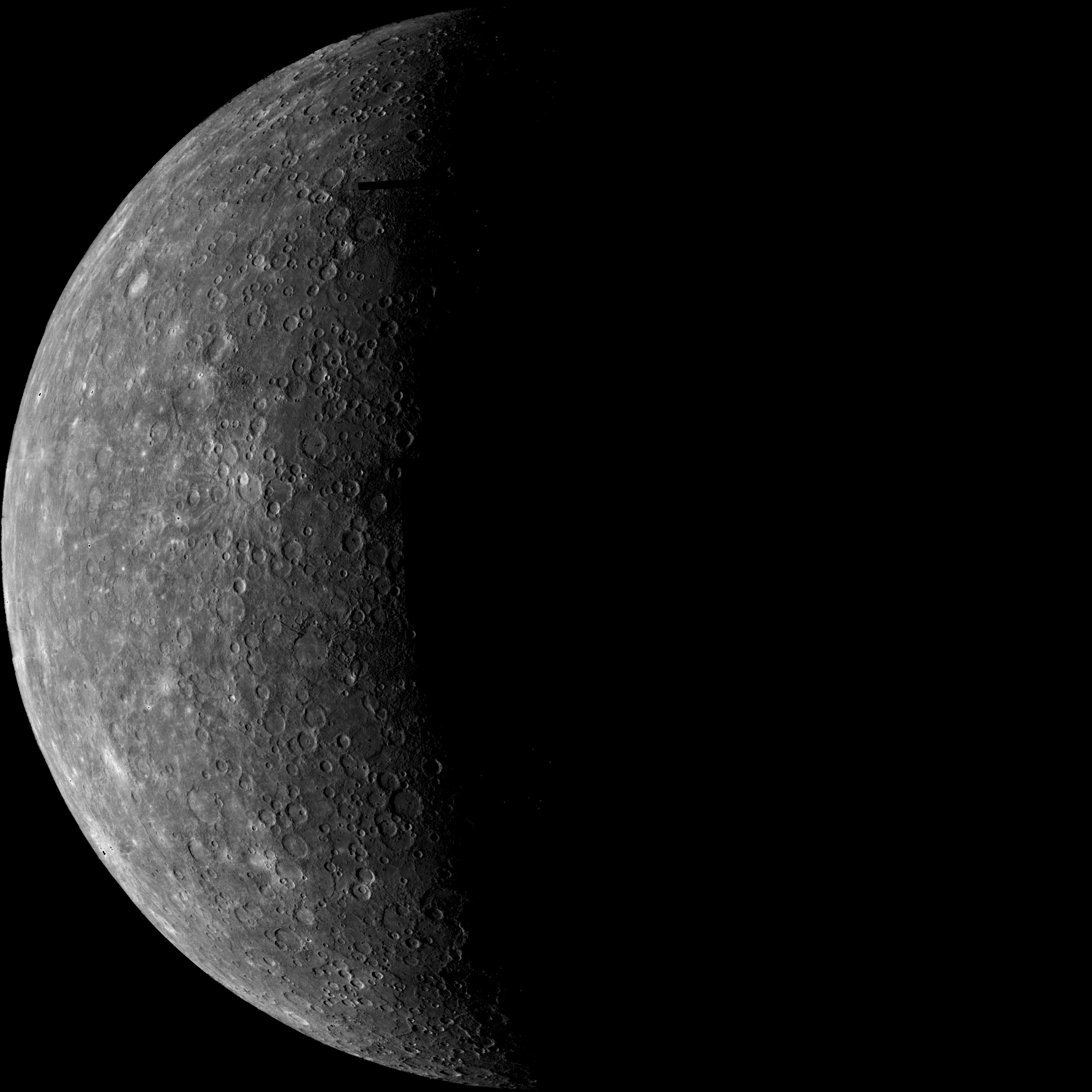
Sao Thủy với màu đen trắng.
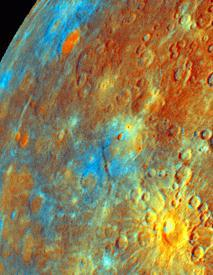
Sao Thủy với màu giả.
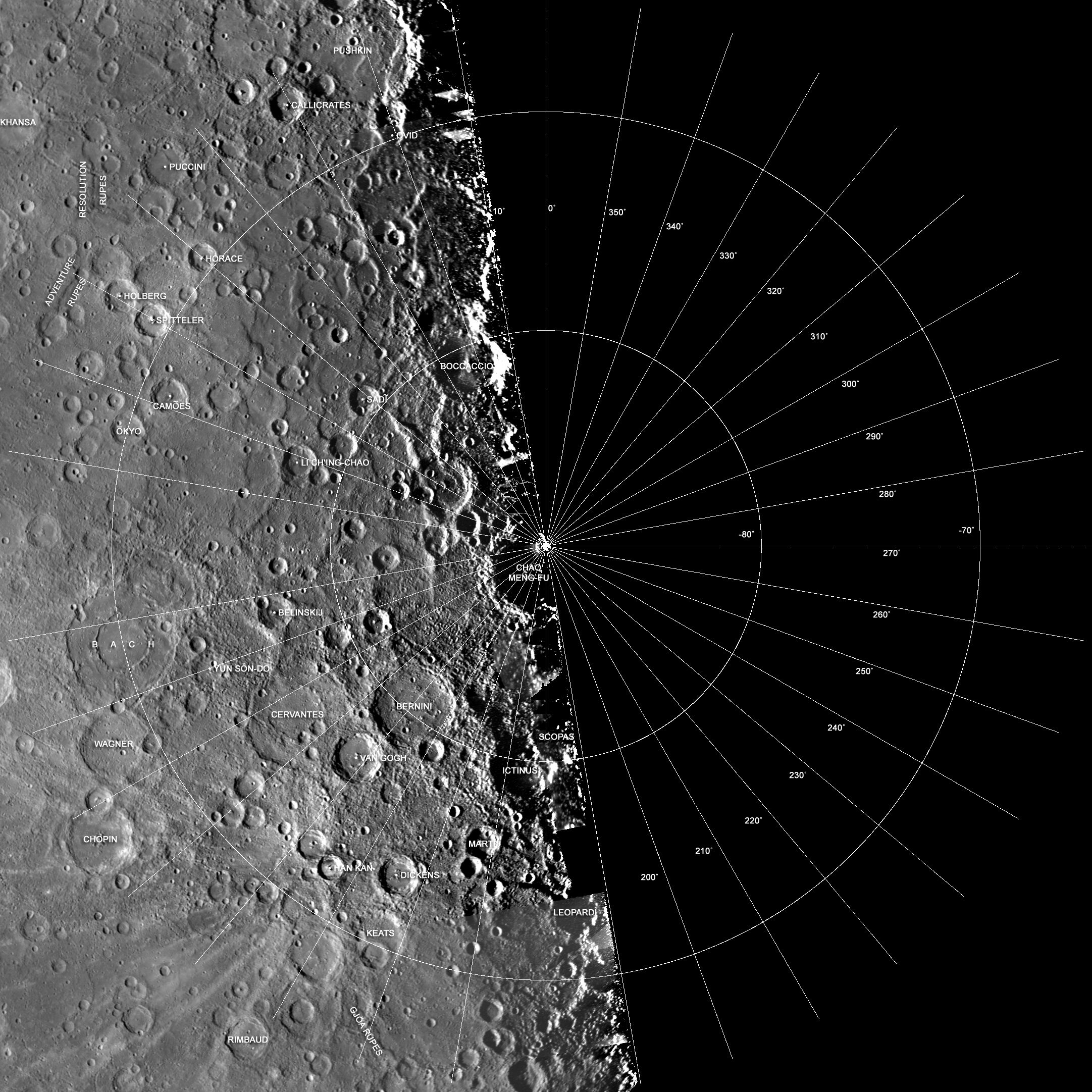
Vùng Australia.
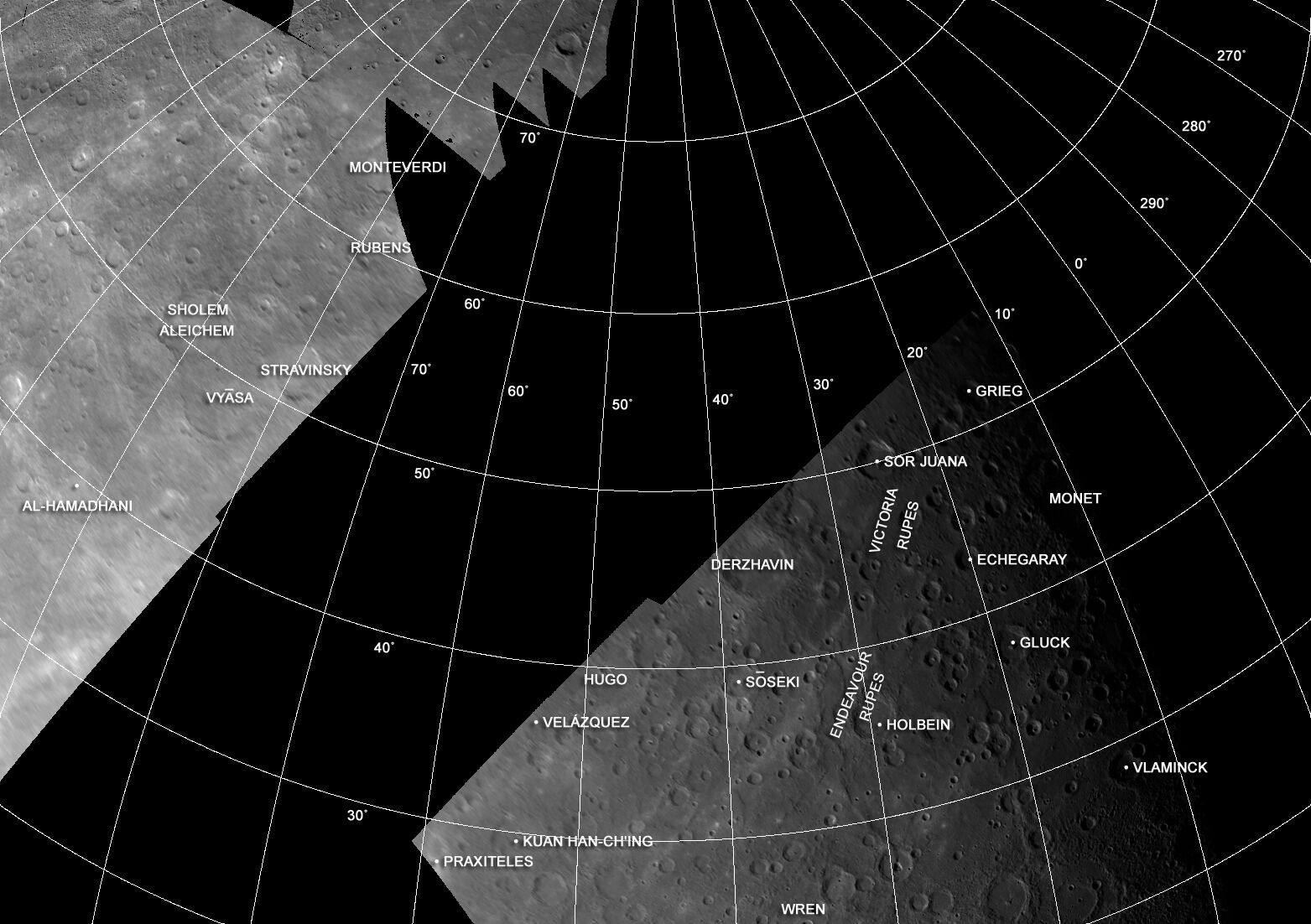
Vùng Aurora.
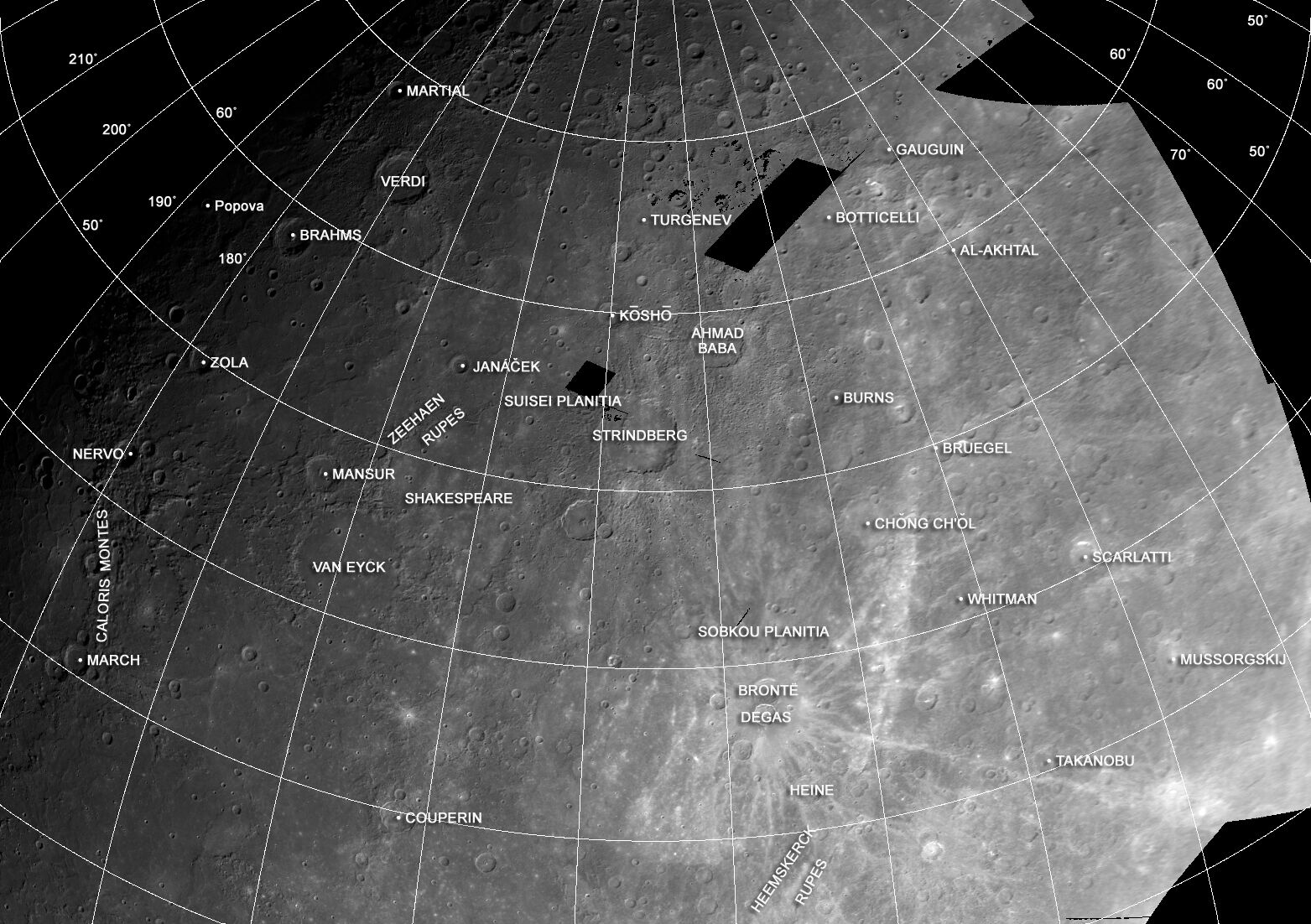
Vùng Caduceata.
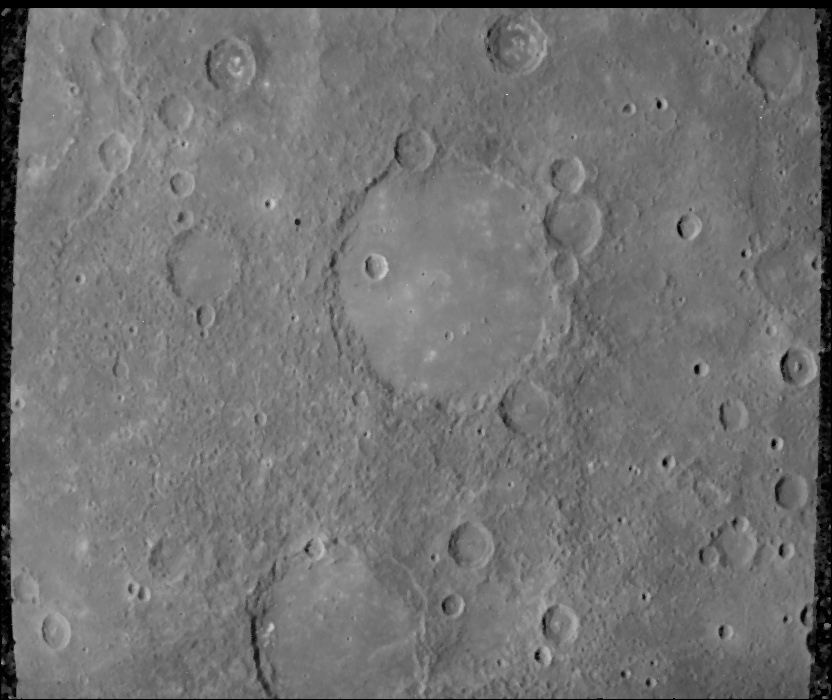
Lưu vực Schubert, đường kính 190 km (120 mi).

## Kết thúc nhiệm vụ
Với lượng khí cơ động (maneuvering gas) sắp cạn kiệt, Mariner 10 bắt đầu một quỹ đạo khác quanh Mặt Trời. Các thử nghiệm kỹ thuật được tiếp tục cho đến ngày 24 tháng 3 năm 1975, khi nguồn cung cấp nitơ cạn kiệt hoàn toàn (điều này được biểu thị bằng việc tàu thăm dò thực hiện một tác vụ chuyển hướng không được lập trình trước). Trạm điều khiển ngay lập tức gửi lệnh tới tàu vũ trụ để tắt máy phát của tàu và tín hiệu vô tuyến đã ngừng gửi đến Trái Đất.
Mariner 10 có lẽ vẫn đang quay quanh Mặt Trời, mặc dù các thiết bị điện tử của tàu có thể đã bị bức xạ Mặt Trời làm hỏng. Mariner 10 đã không được phát hiện hoặc theo dõi từ Trái Đất kể từ khi nó ngừng truyền tín hiệu. Cách duy nhất để Mariner 10 không còn quay quanh quỹ đạo là nếu nó bị một tiểu hành tinh va phải hoặc bị nhiễu loạn hấp dẫn do tiếp cận gần một vật thể lớn.